# Mistrzostwa Świata Juniorów w Saneczkarstwie 2020
35. Mistrzostwa świata juniorów w saneczkarstwie odbyły się w dniach 21–22 lutego 2020 w niemieckim Oberhofie. Zawodnicy rywalizowali w czterech konkurencjach: jedynkach kobiet, jedynkach mężczyzn, dwójkach mężczyzn oraz w zawodach drużynowych.
Klasyfikację medalową wygrała reprezentacja Niemiec, która zdobyła trzy tytuły mistrzowskie i jednocześnie najwięcej medali.

## Terminarz
| Data           | Miejscowość | Konkurencja      | Złoto                                                                    | Srebro                                                                               | Brąz                                                                            |
| -------------- | ----------- | ---------------- | ------------------------------------------------------------------------ | ------------------------------------------------------------------------------------ | ------------------------------------------------------------------------------- |
| 21 lutego 2020 | Oberhof     | Jedynki kobiet   | Jessica Degenhardt                                                       | Diana Loginowa                                                                       | Lisa Schulte                                                                    |
| 21 lutego 2020 | Oberhof     | Jedynki mężczyzn | Moritz Bollmann                                                          | Gints Bērziņš                                                                        | David Nössler                                                                   |
| 22 lutego 2020 | Oberhof     | Dwójki mężczyzn  | Rosja Dmitrij Buczniew · Danił Kilsejew                                  | Niemcy Max Ewald · Jakob Jannusch                                                    | Rosja Michaił Karnauczow · Jurij Czirwa                                         |
| 22 lutego 2020 | Oberhof     | Drużynowe        | Niemcy Jessica Degenhardt · Moritz Bollmann · Max Ewald · Jakob Jannusch | Łotwa Elīna Ieva Vītola · Gints Bērziņš · Eduards Ševics-Mikeļševics · Lūkass Krasts | Rosja Diana Loginowa · Matwiej Perestoronin · Dmitrij Buczniew · Danił Kilsejew |

## Wyniki

### Jedynki kobiet
- Data / Początek: Piątek, 21.02.2020 roku

| Medal | Zawodniczka           | Narodowość | 1. zjazd | 2. zjazd | Czas     | Strata |
| ----- | --------------------- | ---------- | -------- | -------- | -------- | ------ |
|       | Jessica Degenhardt    | Niemcy     | 41.679   | 41.636   | 1:23.315 | -      |
|       | Diana Loginowa        | Rosja      | 41.666   | 41.665   | 1:23.331 | +0.016 |
|       | Lisa Schulte          | Austria    | 41.642   | 41.745   | 1:23.387 | +0.072 |
| 4.    | Merle Fräbel          | Niemcy     | 41.717   | 41.700   | 1:23.417 | +0.102 |
| 5.    | Verena Hofer          | Włochy     | 41.819   | 41.686   | 1:23.505 | +0.190 |
| 6.    | Jelizawieta Jurczenko | Rosja      | 41.794   | 41.863   | 1:23.657 | +0.342 |
| 7.    | Marion Oberhofer      | Włochy     | 41.745   | 41.921   | 1:23.666 | +0.351 |
| 8.    | Sigita Bērziņa        | Łotwa      | 41.771   | 41.944   | 1:23.715 | +0.400 |
| 9.    | Elīna Ieva Vītola     | Łotwa      | 41.804   | 41.972   | 1:23.776 | +0.461 |
| 10.   | Cheyenne Rosenthal    | Niemcy     | 41.962   | 42.033   | 1:23.995 | +0.680 |
| 11.   | Klaudia Domaradzka    | Polska     | 42.061   | 41.970   | 1:24.031 | +0.716 |
| ...   | ...                   | ...        | ...      | ...      | ...      | ...    |
| 25.   | Anna Bryk             | Polska     | 42.545   | 42.784   | 1:25.329 | +2.014 |

### Jedynki mężczyzn
- Data / Początek: Piątek, 21.02.2020 roku

| Medal | Zawodniczka          | Narodowość        | 1. zjazd | 2. zjazd | Czas     | Strata |
| ----- | -------------------- | ----------------- | -------- | -------- | -------- | ------ |
|       | Moritz Bollmann      | Niemcy            | 44.957   | 45.100   | 1:30.057 | -      |
|       | Gints Bērziņš        | Łotwa             | 45.067   | 45.194   | 1:30.261 | +0.204 |
|       | David Nössler        | Niemcy            | 45.219   | 45.210   | 1:30.429 | +0.372 |
| 4.    | Florian Müller       | Niemcy            | 45.045   | 45.436   | 1:30.481 | +0.424 |
| 5.    | Matwiej Perestoronin | Rosja             | 45.158   | 45.367   | 1:30.525 | +0.468 |
| 6.    | Paweł Riepiłow       | Rosja             | 45.378   | 45.253   | 1:30.631 | +0.574 |
| 7.    | Jewgienij Łobiejew   | Rosja             | 45.356   | 45.470   | 1:30.826 | +0.769 |
| 8.    | Leon Felderer        | Włochy            | 45.692   | 45.302   | 1:30.994 | +0.937 |
| 9.    | Mathis Ertel         | Niemcy            | 45.496   | 45.659   | 1:31.155 | +1.098 |
| 10.   | Zachary DiGregorio   | Stany Zjednoczone | 45.611   | 45.619   | 1:31.230 | +1.173 |

### Dwójki mężczyzn
- Data / Początek: Sobota, 22.02.2020 roku

| Medal | Zawodnicy                                | Narodowość        | 1. zjazd | 2. zjazd | Czas     | Strata |
| ----- | ---------------------------------------- | ----------------- | -------- | -------- | -------- | ------ |
|       | Dmitrij Buchniew Danił Kilsejew          | Rosja             | 38.294   | 39.325   | 1:17.619 | -      |
|       | Max Ewald Jakob Jannusch                 | Niemcy            | 38.458   | 39.382   | 1:17.840 | +0.221 |
|       | Michaił Karnauczow Jurij Czirwa          | Rosja             | 38.458   | 39.415   | 1:17.873 | +0.254 |
| 4.    | Moritz Jäger Valentin Steudte            | Niemcy            | 38.623   | 39.428   | 1:18.051 | +0.432 |
| 5.    | Sława Popow Anton Osipenko               | Rosja             | 38.642   | 39.461   | 1:18.103 | +0.484 |
| 6.    | Sean Hollander Michael O'Gara            | Stany Zjednoczone | 38.865   | 39.371   | 1:18.236 | +0.617 |
| 7.    | Eduards Ševics-Mikeļševics Lūkass Krasts | Łotwa             | 38.763   | 39.511   | 1:18.274 | +0.655 |
| 8.    | Dana Kellogg Duncan Segger               | Stany Zjednoczone | 38.614   | 39.754   | 1:18.368 | +0.749 |
| 9.    | Kaspars Rinks Ardis Liepiņš              | Łotwa             | 38.817   | 39.851   | 1:18.668 | +1.049 |
| 10.   | Juri Gatt Riccardo Schöpf                | Austria           | 39.104   | 39.754   | 1:18.858 | +1.239 |
| ...   | ...                                      | ...               | ...      | ...      | ...      | ...    |
| 12.   | Kacper Imiołek Łukasz Maćkała            | Polska            | 39.142   | 40.198   | 1:19.340 | +1.721 |
| 14.   | Jakub Karaś Mateusz Karaś                | Polska            | 39.182   | 40.392   | 1:19.574 | +1.955 |

### Drużynowe
- Data / Początek: Sobota, 22.02.2020 roku

| Medal | Zawodnicy                                                                | Narodowość        | Czas     | Strata |
| ----- | ------------------------------------------------------------------------ | ----------------- | -------- | ------ |
|       | Jessica Degenhardt/Moritz Bollmann/Max Ewald/Jakob Jannusch              | Niemcy            | 2:16.409 | –      |
|       | Elīna Ieva Vītola/Gints Bērziņš/Eduards Ševics-Mikeļševics/Lūkass Krasts | Łotwa             | 2:16.529 | +0.120 |
|       | Diana Loginowa/Matwiej Perestoronin/Dmitrij Buczniew/Danił Kilsejew      | Rosja             | 2:16.785 | +0.376 |
| 4.    | Chevonne Forgan/Zachary DiGregorio/Dana Kellogg/Duncan Segger            | Stany Zjednoczone | 2:17.182 | +0.773 |
| 5.    | Kailey Allan/Cole Zajansky/Caitlin Nash/Natalie Corless                  | Kanada            | 2:18.342 | +1.933 |
| 6.    | Lisa Schulte/Noah Kallan/Juri Gatt/Riccardo Schöpf                       | Austria           | 2:18.373 | +1.964 |
| 7.    | Cezara Curmei/Eduard Craciun/Ratzvan Turea/Sebastian Motzca              | Rumunia           | 2:18.702 | +2.293 |
| 8.    | Nikola Trembošová/Marián Skupek/Vratislav Varga/Metod Majerčák           | Słowacja          | 2:19.230 | +2.821 |
| 9.    | Michaela Maršíková/Jan Čežík/Marketa Nováková/Anna Vejdělková            | Czechy            | 2:19.793 | +3.384 |
| 10.   | Julianna Tunicka/Oleg Pilipiw/Wadim Mikijewicz/Bohdan Babura             | Ukraina           | 2:19.876 | +3.467 |
| 11.   | Klaudia Domaradzka/Mateusz Karaś/Kacper Imiołek/Łukasz Maćkała           | Polska            | 2:19.902 | +3.493 |

## Klasyfikacja medalowa
| Miejsce | Państwo |   |   |   | Razem |
| ------- | ------- | - | - | - | ----- |
| 1.      | Niemcy  | 3 | 1 | 1 | 5     |
| 2.      | Rosja   | 1 | 1 | 2 | 4     |
| 3.      | Łotwa   | 0 | 2 | 0 | 2     |
| 4.      | Austria | 0 | 0 | 1 | 1     |